# Larbi Chaabane
Larbi Chaabane (en arabe : العربي شعبان) né le 29 janvier 1960 à Mascara en Algérie est un footballeur algérien des années 1980. Jouant au poste de milieu, il fait les beaux jours du GC Mascara.

## Biographie
- Il participe avec le GC Mascara à la Coupe d'Afrique des clubs champions en 1985.
- Il participe avec le MC Oran à la Coupe d'Afrique des clubs champions en 1989. Son équipe atteint la finale de cette compétition, mais il ne prend pas part à cette finale[1].

## Palmarès
GC Mascara
- Championnat d'Algérie (1) :
  - Champion : 1983-84.